# Revolta da Praia de Sangue
A Revolta da Praia de Sangue foi uma revolta ocorrida em Roraima, Brasil, em 1790. Indígenas não aceitaram as decisões portuguesas de viver em povoados por eles criados e revoltaram-se. O resultado foi uma matança que chegou a tingir as águas do rio Branco de sangue.
O sangue esquecido da praia
De 1775 a 1790 ocorreram, no Vale do Rio Branco, várias revoltas de indígenas contra os colonizadores ao lado do Forte de São Joaquim, mais precisamente a 32 km ao norte da atual capital Boa Vista, entre nativos macuxi e soldados instalados no Forte.
Com o início das obras do Forte de São Joaquim (1775-1778) e a tentativa portuguesa de aldear os indígenas em locais como Nossa Senhora do Carmo, Nossa Senhora da Conceição, São Felipe, Santa Bárbara e Santa Isabel, se intensificaram conflitos, pois os indígenas não aceitavam as regras impostas pelos colonizadores portugueses.
Em 1781 há registros de um primeiro levante indígena causado pela insatisfação dos nativos com relação ao trabalho demasiado, falta de pagamento correto dos ganhos, quebra dos acordos por parte dos colonizadores e, principalmente, a falta de alimento nos aldeamentos. Essa insurreição foi suprimida pelo governo de João Pereira Caldas e, Portugal ao sabê-lo, intercedeu pelos indígenas, pois precisava deles para garantir a posse da terra contra outros
Apesar disso a situação dos nativos não mudou. A fome e as doenças ainda marcavam os aldeamentos e o abuso de poder dos soldados acabou por provocar a Batalha da Praia do Sangue, em 1790.
Segundo relata Aimberê Freitas, os soldados do Forte resolveram prender um chefe indígena (Principal) chamado Parauijamari. Conduzido ao Forte de São Joaquim, o preso teria reagido, matado o soldado que o conduzia, e retornado à sua aldeia, matando também, o soldado diretor. Revoltados e em apoio a Parauíjamari, os índios dessa localidade fugiram rumo as serras, deixando o Forte sem mão de obra. Lobo D' Almada, então Governador da Capitania do Rio Negro, enviou reforços para proteger o Forte de eventuais ataques indígenas e promoveu uma represália que matou Parauijamari e esfacelou os aldeamentos. Relatos antigos dizem que a carnificina foi tamanha que tingiu as águas do rio Branco, maior rio da região, de vermelho.
Como consequências dessa batalha ficaram as dificuldades crescentes, para os portugueses, de dar continuidade ao processo de colonização da região: além das distâncias e dificuldades naturais para se instalar no Vale do Rio Branco, gerou-se uma grande desconfiança entre os nativos que não aceitaram mais participar de aldeamentos montados pelos colonizadores.
Foi por isso que Lobo D'Almada decidiu investir na colonização pela pata do boi, trazendo gado português para ocupar os campos do Vale do Rio Branco e, assim, garantir a posse portuguesa.